# Icositetraedro pentagonale
In geometria solida l'icositetraedro pentagonale è uno dei tredici solidi di Catalan.

## Chiralità
L'icositetraedro pentagonale è un poliedro chirale: non è cioè equivalente alla propria immagine riflessa. Per questo motivo esistono due versioni dell'icositetraedro pentagonale, dette destrogira e levogira. Dei tredici solidi di Catalan, l'unico altro solido chirale è l'esacontaedro pentagonale.

## Dualità
Il poliedro duale dell'icositetraedro pentagonale è il cubo simo. Anch'esso è un poliedro chirale.

## Simmetrie
Il gruppo delle simmetrie dell'icositetraedro pentagonale è uguale al gruppo ottaedrale {\displaystyle O\cong S_{4}} delle simmetrie del cubo (e dell'ottaedro) che preservano l'orientazione. È lo stesso gruppo delle simmetrie del cubo simo.

## Altri poliedri
I 6 vertici dell'icositetraedro pentagonale con valenza 4 sono anche vertici di un ottaedro.

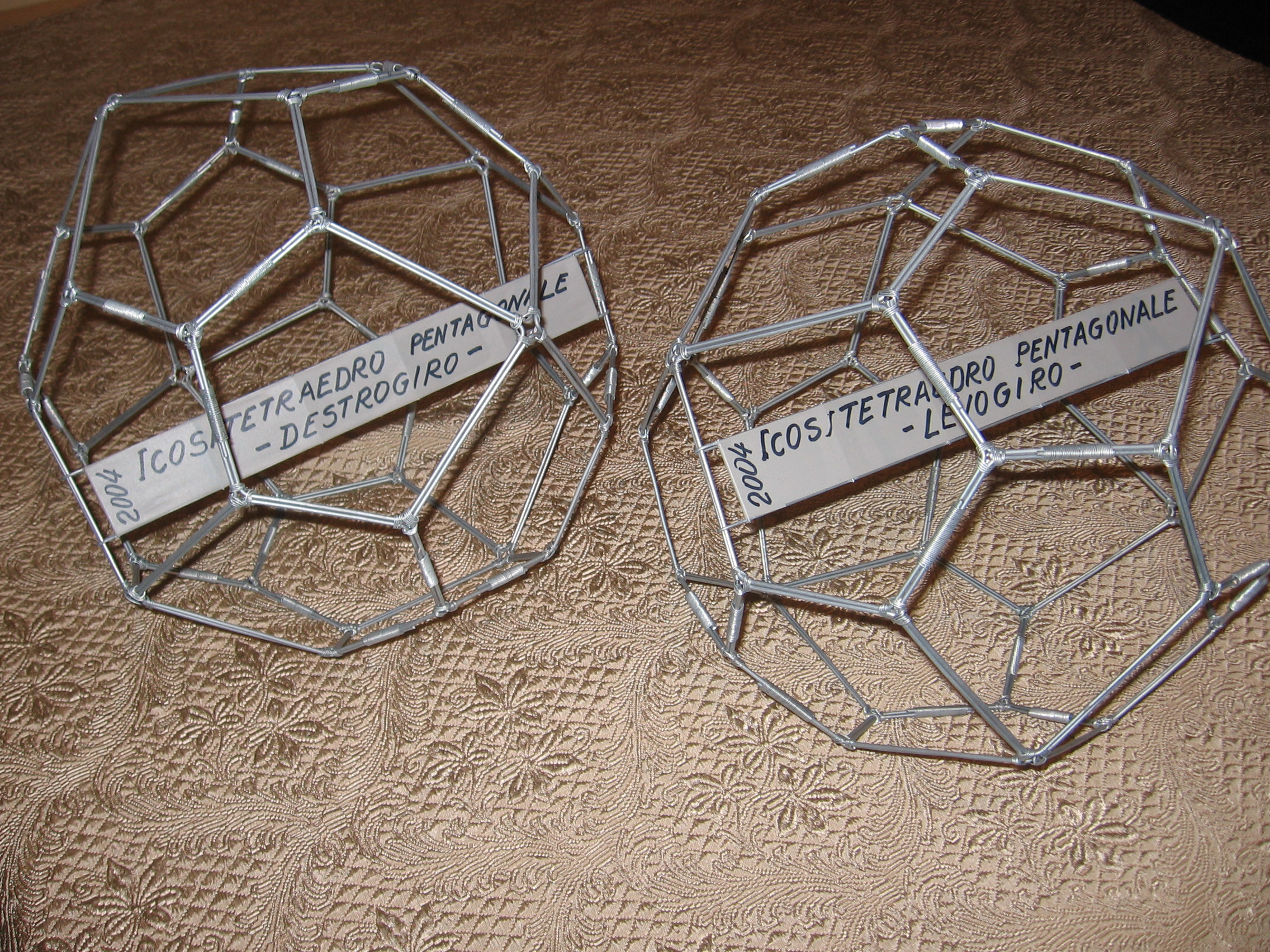
Gli scheletri dei due modelli speculari dell'icositetraedro pentagonale